# ベート・ミドラーシュ
ベート・ミドラーシュ（Beth midrash, בֵּית־מִדרָשׁ bēyth-midhrāš）は「解釈の家　"House [of] Interpretation"」「講義の家　"House [of] Lecturing"」「学びの家　"House [of] Learning"」を意味するヘブライ語で、シナゴーグ、コーレールに関係し、聖書やラビ文学、特にタルムードとその註釈を学ぶために、それらの「学びの部屋　"study hall"」や「礼拝の部屋　"place of worship"」に設置された場所を言う。イェシーバー、正統派のシナゴーグの名前としてもよく使われる。
ヘデルやイェシーバーのような公の機関ではない。また、同じ場所で礼拝をも行う。
現在、地域社会におけるベート・ミドラーシュはほとんど姿を消している。